# 蔡沛然
蔡沛然（英語：Allen Pei-Jan Tsai，1980年8月5日—），祖籍福建漳州龍溪縣蔡坂村，生于台灣，其妻是馬唯中，岳父為前中華民國總統馬英九。

## 生平
蔡沛然在台灣出生，從小赴學美國，為美國公民。於2006年在哈佛大學畢業後，第一份工作是在香港德意志銀行的睿富房地產基金（RREEF）工作。在一次歐洲自助旅行途中，被一名義大利朋友的經紀人發掘，參加試鏡。2008年，他結束在德意志銀行的工作，返回紐約，並與NEXT模特兒經紀公司簽約，於同年出道並拍攝平面廣告作品。
2009年6月，參加米蘭時裝周伸展台走秀，曾走過Emporio Armani、Missoni、Alexander McQueen等品牌秀。
2012年與馬唯中在紐約登記結婚，目前在香港從事金融事業，婚後兩人定居香港，蔡沛然父母則定居加州聖地牙哥。
他在香港工作時獲香港永久居留權。他持有香港身份證。

## 家族背景
- 蔡沛然的祖父蔡謙吉，畢業於上海美術專科學校，曾擔任過鎮長、台灣行政長官公署接收大員、省立博物館美術室主任、大公報助理。畫作落款「謙吉」二字。民國三十六年國民政府開始撤退轉進台灣，蔡謙吉把子女接送來台，一家人才在台灣落地生根。
- 蔡沛然的祖母林巧雲，育有五男四女，依序是長男蔡超、長女蔡賢、次男蔡俊傑（已歿）、三男蔡俊華、次女蔡俊慧、三女林麗莉（過繼給舅舅扶養）、四女蔡英、四男蔡天貴和五男蔡龍。蔡沛然的父親蔡龍排行老么，在男生裡排第五，又叫「蔡老五」。
- 祖上四兄弟四間房並排一起，三房的蔡謙吉排行家中老六。蔡家大房、二房目前還有人住在祖厝，四房早年出過一位漳州縣長。
- 蔡沛然的父親蔡龍與母親傅信，育有一男一女，依序是長男蔡沛然、長女蔡沛如。父親蔡龍曾任廣宇總經理，之後赴美投資電子業，再加盟蝴蝶餅乾現已退休，母親傅信曾任過華航地勤，目前在美國幫人規劃節稅，妹妹蔡沛如未婚，也在香港從事藝術設計等工作[3]。